# Agnesberg, Solna

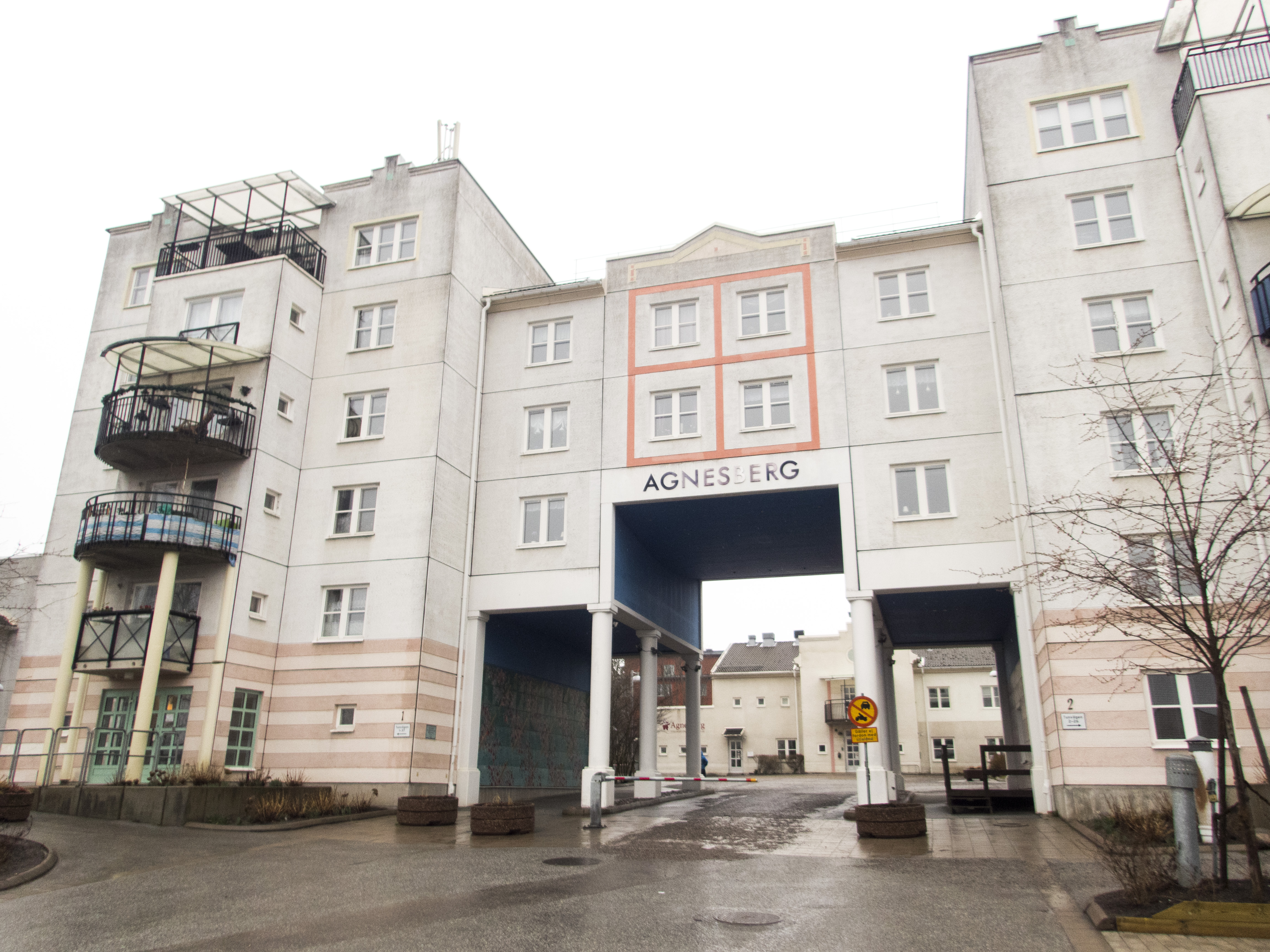
Agnesberg

Agnesberg är ett bostadsområde i stadsdelen Järva, Solna kommun i Stockholms län. Det ligger strax norr om Enköpingsvägen och strax väster om pendeltågsstationen Ulriksdal. Järvastaden ligger direkt väster om Agnesberg, Bagartorp direkt österut, och Råstahem söderut, på andra sidan Enköpingsvägen.

## Historik

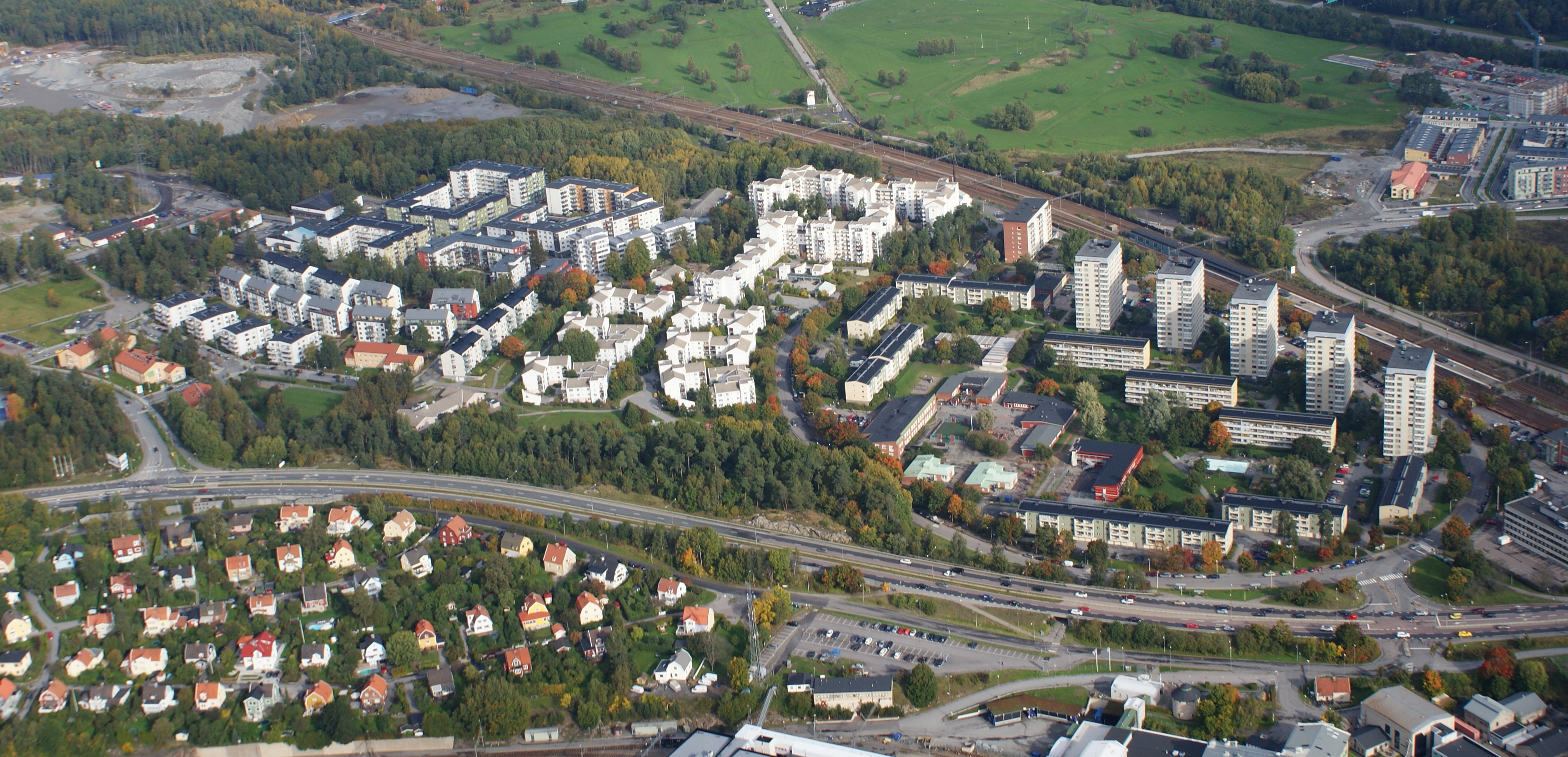
Agnesberg med dess omgivningar.

Agnesberg hette ursprungligen Lurbacka och var ett torp under Överjärva gård.  
Torpet, och senare gården, låg sydost om dagens bostadsområde, på Hagalundsdepåns parkering, direkt öster om Råstahem. Då låg den vid den gamla sträckningen av Enköpingsvägen, som idag heter Växlarevägen. Den bestod av en huvudbyggnad och två flyglar uppförd cirka år 1800, ombyggda 1816, samt vid 1800-talets mitt. Huvudbyggnaden var slätputsad, ursprungligen gulvit avfärgning, plåttak med en två fönsteraxlar bred, lägre flygel på vardera sida flyglarna var av trä målade i gråvitt under plåttak.
Bostadsområdet Agnesberg började byggas 1987 med lamellhus ritade av Håkan Brunnberg, Olle Bäckström och Gun Ahlström. Bostäderna vid Tunvägen bestod av 396 hyresrätter. Signalisten är hyresvärd. Det bor ca 1000 personer i Agnesberg. I samband med stadsbyggnadsprojektet Järvastaden uppfördes 2010 ytterligare bostäder utmed Fridensborgsvägen 9-17. De ritades av Mats Carlsson, Lindberg Stenberg Arkitekter AB.